# Psycho (1998)
Psycho is een Amerikaanse horrorfilm uit 1998, geproduceerd en geregisseerd door Gus Van Sant voor Universal Pictures. De film is een remake in kleur van de gelijknamige zwart-witfilm van Alfred Hitchcock uit 1960. Beide films zijn een verfilming van de gelijknamige roman van Robert Bloch.
De film volgt het verhaal uit de originele film in vrijwel elk detail. Ook de muziek uit de originele film van Bernard Herrmann is hergebruikt in deze film.

## Verhaal
Een vrouw genaamd Marion Crane steelt $ 400.000 van haar werkgever om haar vriend, Sam Loomis, uit de schulden te helpen. Op weg naar Sams huis ruilt ze haar oude wagen in voor een nieuwe. Een zware storm dwingt haar om die nacht te slapen in het Bates Motel.
In het motel maakt ze kennis met de eigenaar, Norman Bates, die volgens eigen zeggen met zijn moeder in het huis naast het motel woont. Wanneer Marion een gesprek opvangt tussen Norman en zijn moeder, ontdekt ze dat ze erg bazig is tegenover haar zoon. Zo wil ze niet dat hij Marion uitnodigt voor een diner bij hen thuis. Wanneer Marion die nacht een douche neemt, wordt ze vermoord door een vrouw. Haar lijk wordt later gevonden door Norman die, uit angst dat zijn moeder de moordenaar is, het lijk in zijn auto stopt en het in het moeras dumpt.
Ondertussen krijgt Sam een telefoontje van Marions zus Lila. Het blijkt dat Marions werkgever een particulier onderzoeker genaamd Milton Arbogast heeft ingehuurd om Marion te vinden en het geld terug te halen. Arbogast volgt Marion naar het motel, waar hij Norman ondervraagt over haar verdwijning. Wanneer hij later naar Normans huis gaat om zijn moeder te ondervragen, wordt hij door haar vermoord.
Sam en Lila besluiten nu zelf op onderzoek uit te gaan. Vermomd als getrouwd stel gaan ze naar het motel. Wanneer Lila het huis doorzoekt ontdekt ze de waarheid: Norman en zijn moeder zijn een en dezelfde. Normans echte moeder is al lang dood, maar door een psychose heeft Norman een gespleten persoonlijkheid gekregen waarbij de tweede persoonlijkheid die van zijn moeder is. Norman, gekleed als zijn moeder, valt Lila aan met een mes, maar Sam kan op tijd tussenbeide komen om haar te redden. De twee waarschuwen de autoriteiten en Norman wordt gearresteerd.

## Rolverdeling
| Acteur            | Personage           |
| ----------------- | ------------------- |
| Vince Vaughn      | Norman Bates        |
| Anne Heche        | Marion Crane        |
| Julianne Moore    | Lila Crane          |
| Viggo Mortensen   | Samuel "Sam" Loomis |
| William H. Macy   | Milton Arbogast     |
| Robert Forster    | Dr. Simon Richmond  |
| Philip Baker Hall | Sheriff Al Chambers |
| Anne Haney        | Eliza Chambers      |
| Rance Howard      | George Lowery       |
| Chad Everett      | Tom Cassidy         |

Regisseur Gus Van Sant heeft een cameo in de film in dezelfde scène als die waarin Alfred Hitchcock een cameo had in de originele Psycho, zoals hij dat deed in al zijn films.

## Achtergrond

### Verschillen met de originele film
Hoewel de film op de meeste punten trouw blijft aan de originele film, zijn er wel een paar verschillen:
- De film van Gus Van Sant is in kleur, terwijl Hitchcocks film zwart-wit is.
- De tijd waarin de film zich afspeelt is verplaatst van de jaren 60 naar de jaren 90 van de 20e eeuw.
- In de originele film steelt Marion het geld om te kunnen trouwen met Sam. In deze film wil ze hem van een schuld afhelpen.
- Alle geldbedragen in de film zijn aangepast aan de standaarden van de nieuwe tijd waarin de film speelt.
- De hoofdpersonen krijgen in deze film meer achtergrond. Zo worden onder andere hun motieven voor hun daden onthuld.

### Ontvangst
De film was qua opbrengst een tegenvaller. Wereldwijd bracht de film 37.141.130 dollar op tegen een budget van 60 miljoen dollar. Ook reacties van critici waren niet positief. Veel critici zagen de film meer als een soort experiment voor het maken van remakes die identiek waren aan de originele film.

## Prijzen en nominaties
- In 1998 won Psycho een BSFC Award voor "beste mannelijke bijrol" (William H. Macy)
- In 1999 won Psycho twee Golden Raspberry Awards: "slechtste remake of vervolg" en "slechtste regisseur". De film was ook genomineerd voor de categorie "slechtste actrice" (Anne Heche)
- Datzelfde jaar werd de film genomineerd voor twee Saturn Awards: "beste vrouwelijke bijrol" (Anne Heche) en "beste schrijver" (Joseph Stefano)